# Lujiazui
Lujiazui (chiń. 陆家嘴) – stacja metra w Szanghaju, na linii 2. Zlokalizowana jest pomiędzy stacjami Nanjing Dong Lu oraz Dongchang Lu. Została otwarta 28 października 1999.